# Seo Hun-gyo
Seo Hun-gyo (kor. 서훈교; ur. 16 czerwca 1944 w Pusan) – południowokoreański zapaśnik walczący w stylu klasycznym. Olimpijczyk z Meksyku 1968, gdzie zajął dziesiąte miejsce w kategorii do 70 kg.

## Letnie Igrzyska Olimpijskie 1968
| Konkurencja          | Rundy eliminacyjne   | Rundy eliminacyjne         | Rundy eliminacyjne     | Rundy eliminacyjne          | Klas. końcowa |
| Konkurencja          | Przeciwnik I         | Przeciwnik II              | Przeciwnik III         | Przeciwnik IV               | Miejsce       |
| -------------------- | -------------------- | -------------------------- | ---------------------- | --------------------------- | ------------- |
| 70 kg styl klasyczny | Ángel Aldama (GUA) Z | António Galantinho (POR) Z | Piero Bellotti (ITA) P | Petros Galaktopulos (GRE) P | 10.           |